# Reineta Panera
Reineta Panera es el nombre de una variedad cultivar de manzano (Malus domestica). Esta manzana está cultivada en diversos viveros entre ellos algunos dedicados a conservación de árboles frutales en peligro de desaparición. Esta manzana es originaria del Principado de Asturias (Caldones), donde tuvo su mejor época de cultivo comercial en la década de 1960, y actualmente en menor medida aún se encuentra. Reineta Panera es de color pardo ligeramente rayado en rojo y madura en diciembre.

## Sinónimos
- "Manzana Reineta Panera",[6][8][9]
- "Raneta Panera",
- "Panerina",
- "Reinetina".

## Historia
Asturias presenta unas condiciones de clima y de suelos excelentes para el cultivo del manzano. De hecho, hasta mediados del siglo XX Asturias era la mayor productora de manzana de toda la península ibérica. Sin embargo, esa situación cambió como consecuencia de la aparición de nuevas zonas de cultivo en el nordeste peninsular y, sobre todo, a que en Asturias no se concretaron canales de comercialización adecuados.
'Reineta Panera' es una variedad del Principado de Asturias. El cultivo del manzano en Asturias en superficies importantes se remonta a principios del siglo XX. Las plantaciones originales se realizaron con variedades indígenas ('Amandi', 'Carapanón', 'Chata Blanca', 'Reineta Caravia', 'Reineta Encarnada de Asturias' y otras), posteriormente se dio paso a otras variedades extranjeras como la 'Reineta de Canadá' que es la más cultivada actualmente en 2020.
'Reineta Panera' está considerada incluida en las variedades locales autóctonas muy antiguas, cuyo cultivo se centraba en comarcas muy definidas. Se caracterizaban por su buena adaptación a sus ecosistemas y podrían tener interés genético en virtud de su adaptación. Se encontraban diseminadas por todas las regiones fruteras españolas, aunque eran especialmente frecuentes en la España húmeda. Estas se podían clasificar en dos subgrupos: de mesa y de sidra (aunque algunas tenían aptitud mixta).
'Reineta Panera' es una variedad clasificada como de mesa, difundido su cultivo en el pasado por los viveros comerciales y cuyo cultivo en la actualidad se ha reducido a huertos familiares y jardines privados.

## Características
El manzano de la variedad 'Reineta Panera' tiene un vigor Medio; florece a inicios de mayo; tubo del cáliz estrecho, triangular o en forma de embudo con tubo corto, y con los estambres situados por la mitad.
La variedad de manzana 'Reineta Panera' tiene un fruto de tamaño medio; forma cónico-truncada a casi cilíndrica, en varios rebajado de un lado y levemente acostillado, y con contorno pentagonal; piel fuerte; con color de fondo amarillo verdoso, siendo el color del sobre color rosa, importancia del sobre color lavado, siendo su reparto en rayas, con chapa ausente o marcada por suaves pinceladas rosa ciclamen, acusa punteado ruginoso entremezclado con rayas y placas que en conjunto le da un aspecto rudo, y una sensibilidad al "russeting" (pardeamiento áspero superficial que presentan algunas variedades) muy débil; pedúnculo corto, rozando suavemente los bordes, leñoso y rojizo, anchura de la cavidad peduncular es amplia o mediana, profundidad de la cavidad pedúncular profunda con amplia chapa verde cobrizo, bordes suavemente ondulados y rebajados de un lado, y con importancia del "russeting" en cavidad peduncular débil; anchura de la cavidad calicina amplia y mediana, profundidad de la cav. calicina profunda o levemente, de fondo fruncido o liso y bordes ondulados, importancia del "russeting" en cavidad calicina ausente; ojo pequeño, cerrado; sépalos partidos y de color verdoso.
Carne de color verde-crema; textura crujiente; sabor característico de la variedad, acidulado, tipo Reineta; corazón pequeño, centrado o desplazado hacia el pedúnculo. Eje abierto. Celdas pequeñas o medianas, alargadas y marcadamente redondeadas. Semillas normales de tamaño y forma.
La manzana 'Reineta Panera' tiene una época de maduración y recolección tardía en el invierno, se recolecta desde mediados de mediados de noviembre a mediados de diciembre, madura durante el invierno aguanta fresca varios meses más, hasta marzo. Tiene uso mixto pues se usa como manzana de mesa fresca, y también como manzana para elaboración de sidra.
Según los expertos no es una verdadera reineta. Tiene buena conservación en hórreos o paneras.

## Susceptibilidades
Como esta variedad presenta una cierta sensibilidad a enfermedades, especialmente moteado y chancro del manzano, su cultivo es más aconsejable en terrenos bien expuestos al sur. Resultará además necesaria una protección fitosanitaria específica, especialmente en primavera y a la caída de la hoja, sobre todo en años lluviosos o tras una temporada de alta incidencia de estas enfermedades.